# Diradius emarginatus
Diradius emarginatus is een insectensoort uit de familie Teratembiidae, die tot de orde webspinners (Embioptera) behoort. De soort komt voor in Mexico (Oaxaca).
Diradius emarginatus is voor het eerst wetenschappelijk beschreven door Ross in 1944.